# La Mort

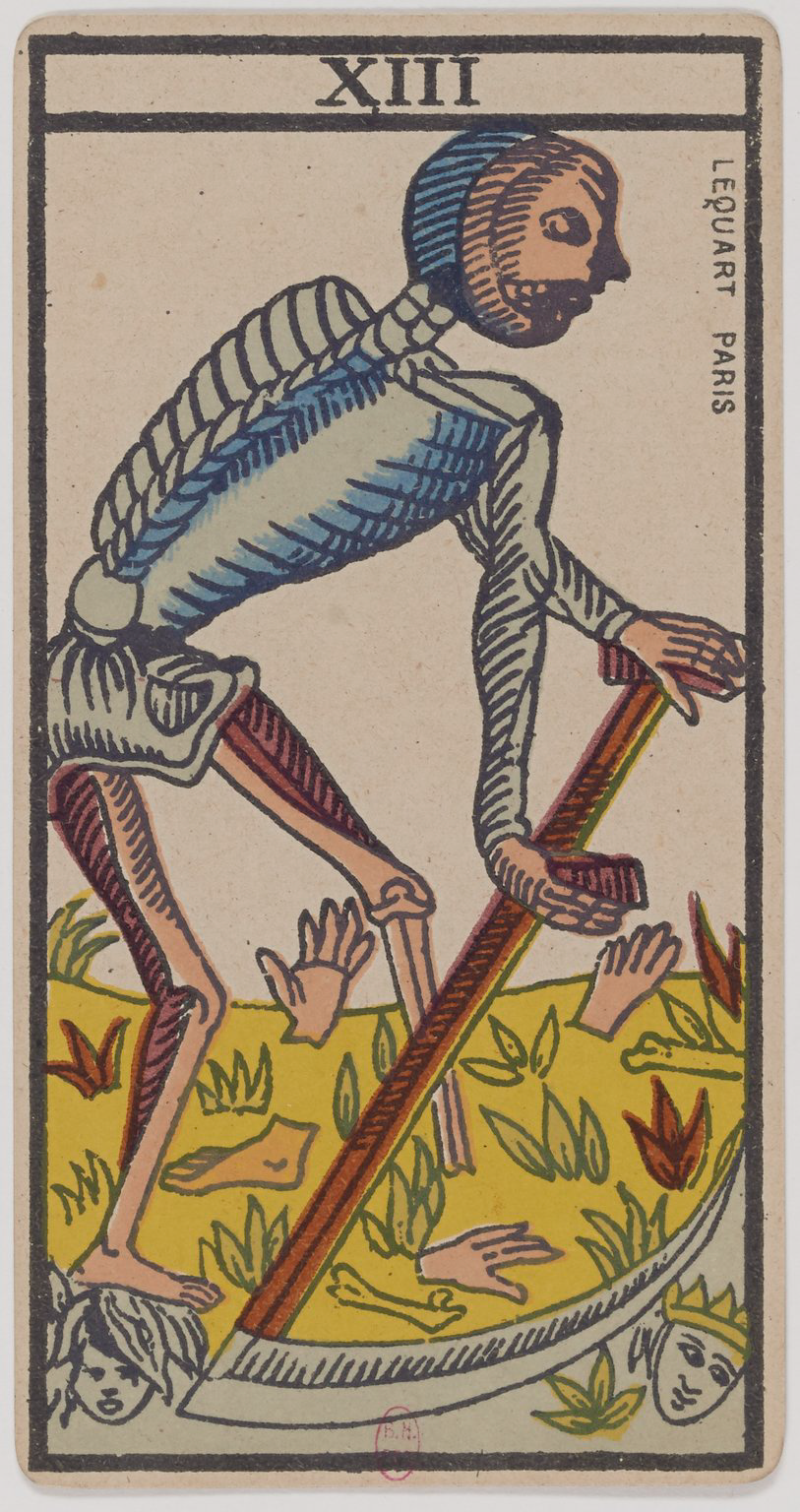
La Mort o l'Arcà sense nom, tretzè arcà major del Tarot de Marsella

La Mort (XIII), l'Arcà XIII o l'Arcà sense nom és el tretzè trumfo o Arcà major en les baralles de tarot i s'utilitza tant per als jocs populars de tarot com en la cartomància.
Si el Boig es caracteritza per ser l'únic arcà major sense número, aquest es caracteritza per ser l'únic que apareix sense nom. Això fa que tradicionalment se l'hagi conegut de diferents maneres, les més populars de les quals solen ser l'Arcà sense nom o l'Arcà número tretze. A principis del segle xx, però, A.E. Waite elabora una nova versió de les cartes en el seu Tarot Rider-Waite, posant-li un nom que quedaria establert de facto no només en la tradició anglosaxona, sinó en la cartomància del tarot de tot el món.

## Descripció
Tot i que en realitat aquest arcà no té nom, el personatge central, d'aparença esquelètica i que maneja una dalla ha duit tradicionalment a relacionar-lo amb la figura tradicional de la mort. De fet, segons Alberto Couste, és probable que l'al·legoria de la mort representada com un esquelet segador sigui original del tarot. «Si és així, es tracta d'una de les aportacions més fonamentals que els naips hagin fet a la iconografia contemporània, ja que la popularitat d'aquesta metàfora amb prou feines admet competència».
El seu cos mostra carn en alguns llocs i os en altres, però difícilment transmet la sensació de ser un ésser viu. Al seus peus podem trobar caps i membres amputats. Un dels caps mostra una corona, mentre que l'altre té els cabells llargs, assenyalant així que la mort arriba a tothom: sigui home, dona, ric o pobre ningú no n'escapa.
Segons Van Rijneberk, l'associació del número tretze amb la mort podria ser una referència al Sant Sopar del Nou Testament, tot i que hi ha antecedents molt anteriors com el que explica Diodor de Sicília. Segons aquest historiador romà, el rei Filip de Macedònia hauria fet agregar la seva pròpia estàtua a la dels dotze déus principals abans de ser assassinat.
No tot és mort, però: del terra naixen diverses plantes aquí i allà, assenyalant que la fi d'un cicle és l'inici del següent, que de la mort també naix vida. D'aquesta manera queda clar que no es tracta d'una carta únicament destructiva, sinó que parla de la necessitat de segar, d'eliminar el que és vell, perquè tot rebroti de nou. L'escena macabra es converteix, doncs, en una tasca de neteja i purificació, en la preparació del terreny per a l'aparició de la nova vida, per a un nou inici.
En la tradició anglosaxona aquesta carta és notablement diferent, ja que el Tarot Rider-Waite la presenta com un genet esquelètic enfundat en una armadura de cavaller, referència evident al quart dels genets del l'Apocalipsi. A diferència de les versions anteriors, com el Tarot de Marsella, aquí apareix gent viva, suplicant o reverenciant a la figura muntada. El sol que naix al fons augura el ressorgir de la vida, l'inici del nou cicle. En aquesta baralla l'arcà sí que porta nom, fet que condicionà a que totes les baralles inspirades en aquesta (i per tant tota la tradició tarotista anglosaxona) l'incorporin i la donin a conèixer com La Mort.

## Interpretació

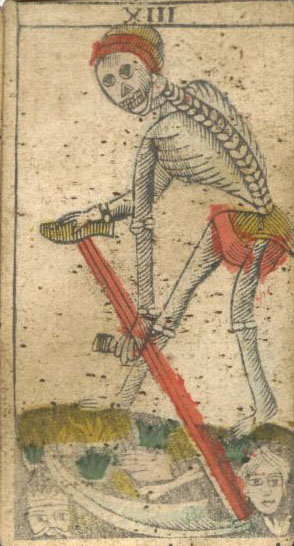
Tradicionalment aquest arcà apareix numerat però sense nom, fet que el diferencia dels altres

Seria massa simplista veure aquesta carta únicament com a símbol de la mort, ja que, com s'explica abans, la carta parla també de renaixement. Que la fi d'un cicle és l'inici d'un altre possiblement és l'element més definitori de l'Arcà Sense Nom, i per això els diferents autors s'esforcen en fer notar aquest fet. D'acord amb Eden Gray i altres autors, aquesta carta no parla només de mort física, sinó que el final que implica pot ser una relació o un interès, així com el naixement de nous i més profunds nivells de consciència. En realitat, Gray interpreta aquesta carta com un canvi de pensament, una transició d'una forma antiga a una de nova. El fet que entre els morts s'hi trobi un rei mostra també que ningú no pot frenar aquest canvi.
Així, la carta els explica que, de la mateixa manera que la flor naix de la matèria morta, o que d'una ruptura pot sorgir una nova relació, res és per sempre, però també que de tot el que és traumàtic pot sorgir la bellesa. Naturalment mentre es produeix la crisi que duu a la destrucció del cicle, i que precedeix el nou inici, aquesta necessitat cíclica pot semblar catastròfica i negativa, de manera que sovint se la relaciona amb mals auguris i canvis sobtats. Això no obstant, també pot assenyalar el naixement d'idees noves, nous començaments i oportunitats. També ens convida a tallar amb el passat, eliminar tot allò que és innecessari i avançar cap al que desconeixem.
| Precedit per: El Penjat (XII) | Arcans majors del Tarot | Succeït per: La Temprança (XIIII) |

La Mort (XIII)
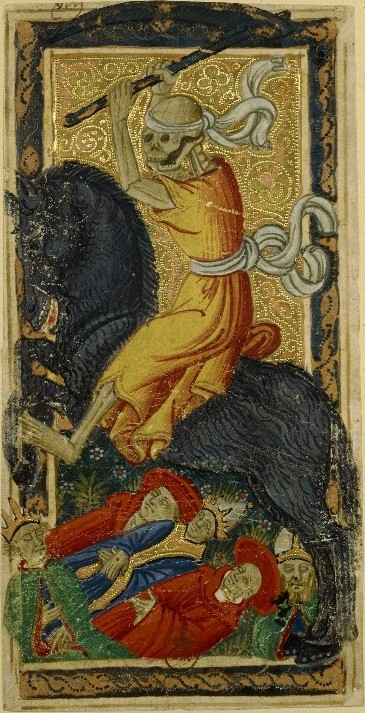
Baralla de Carles VI, segle XV.
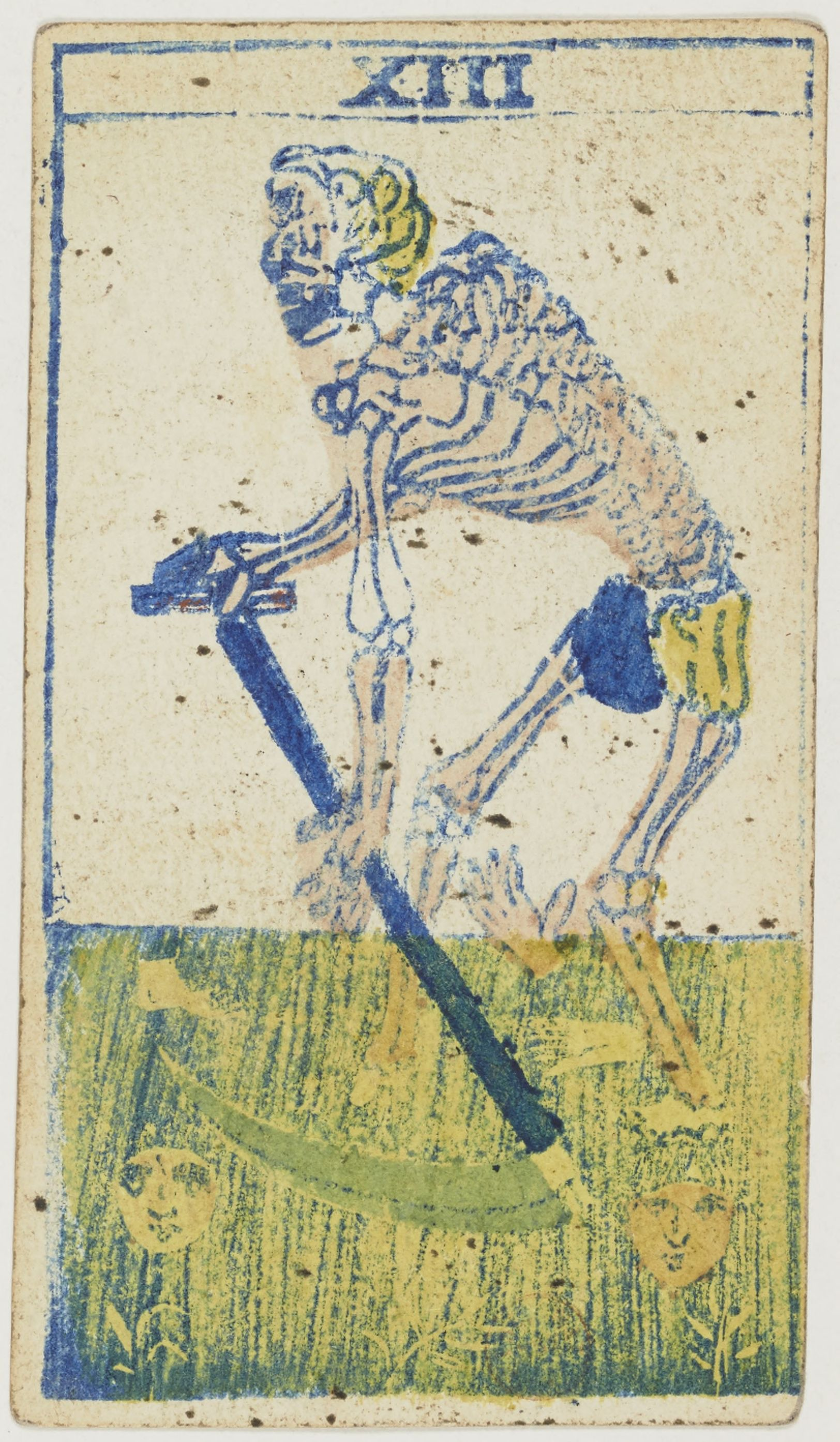
Tarot Piemontès, 1865
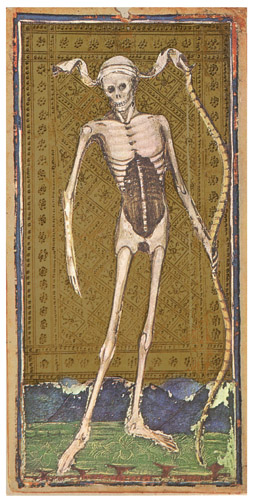
Tarot Visconti-Sforza (col·lecció Pierpont-Morgant), 1450
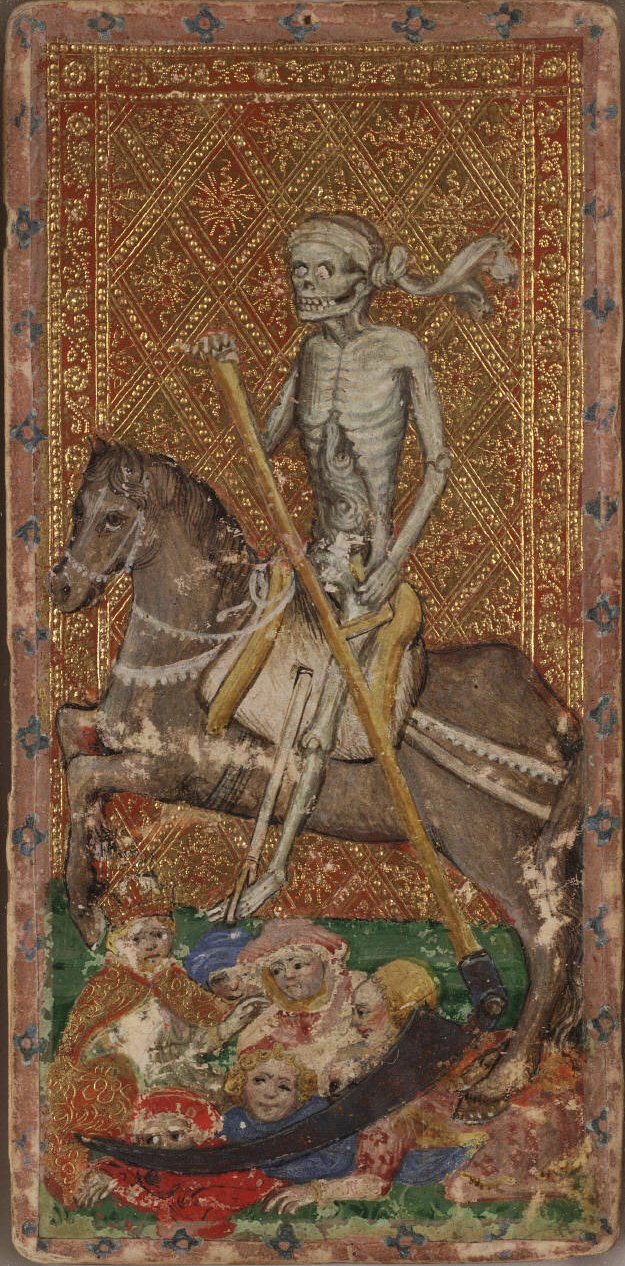
Tarot Visconti-Sforza (col·lecció Cary-Yale), segle XV
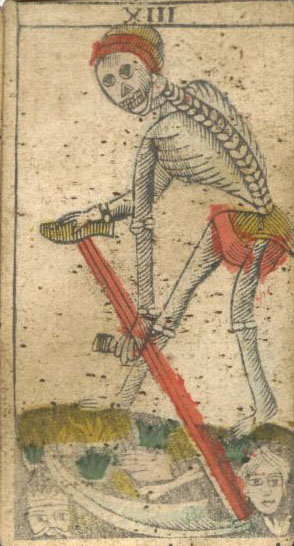
Tarot de Besançon, s.XIX
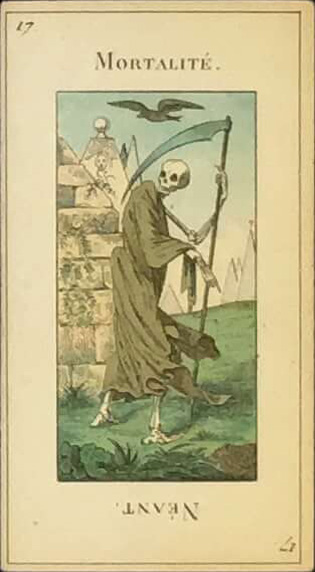
Tarot d'Etteilla, cap a 1890.
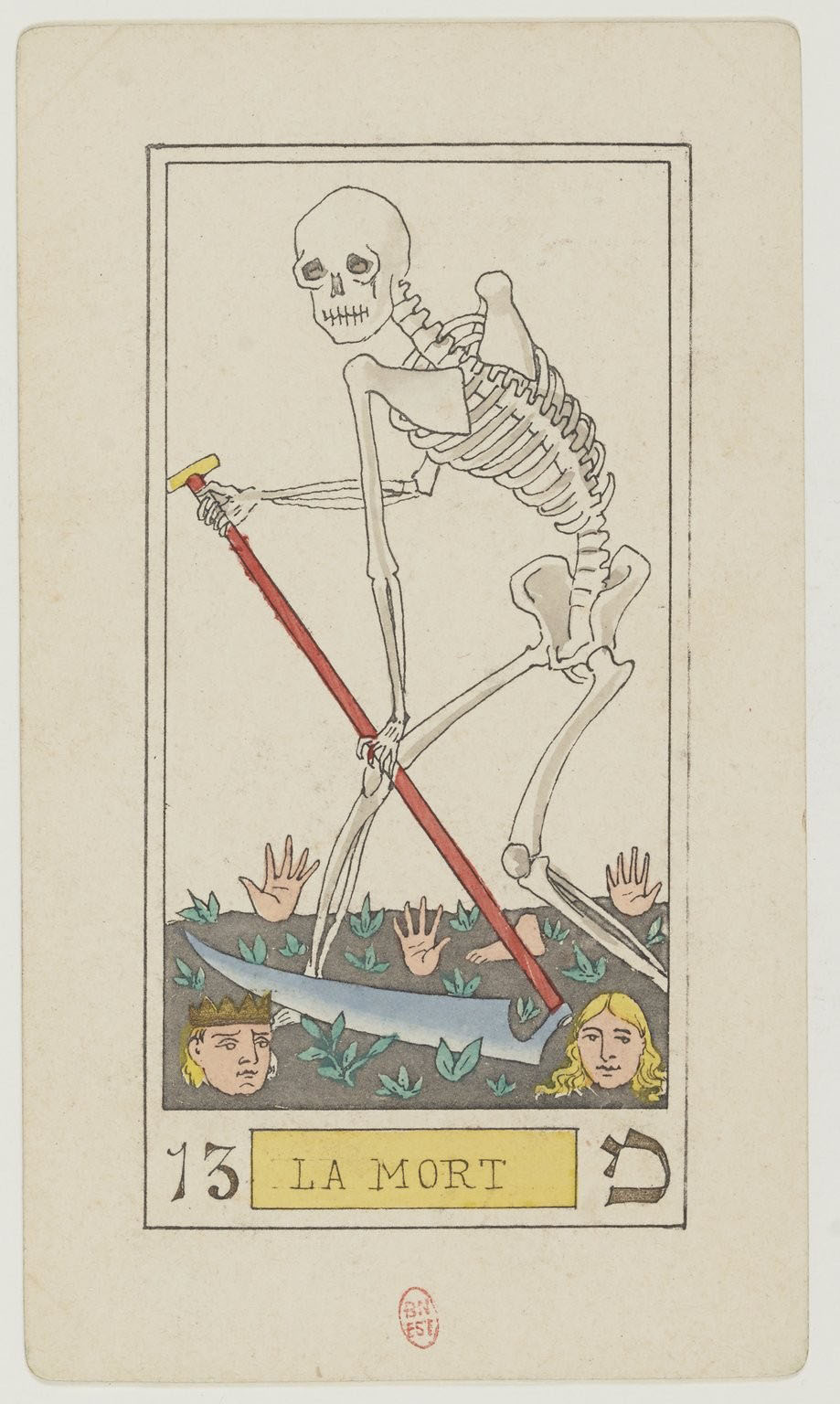
Tarot d'Oswald Wirth, 1889.
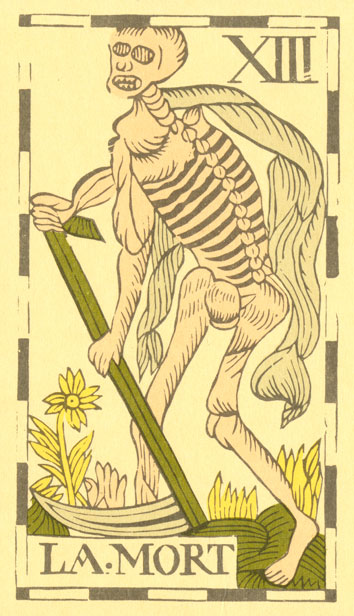
Tarot Flamand, 1780
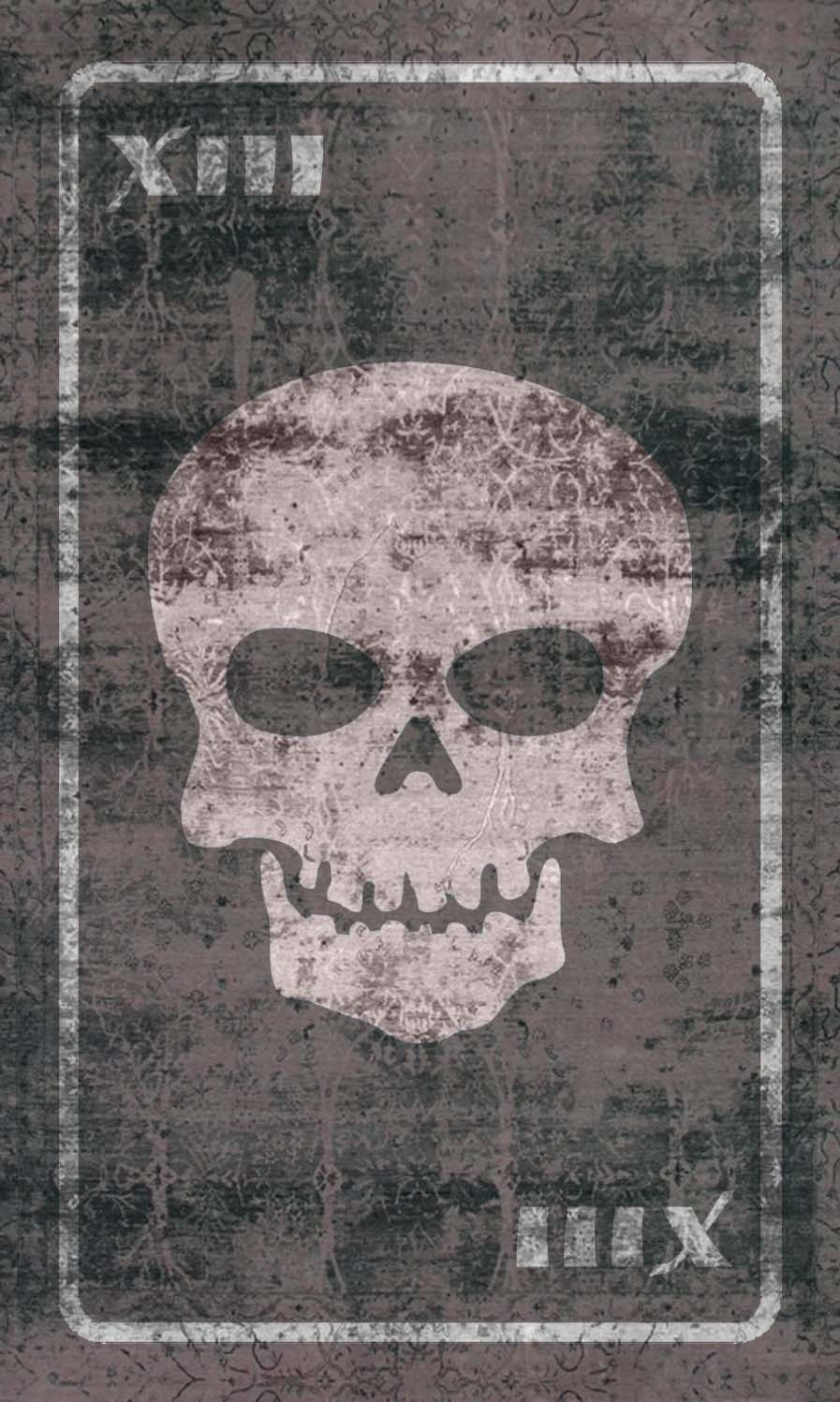
Tarot Satànic, 1996.
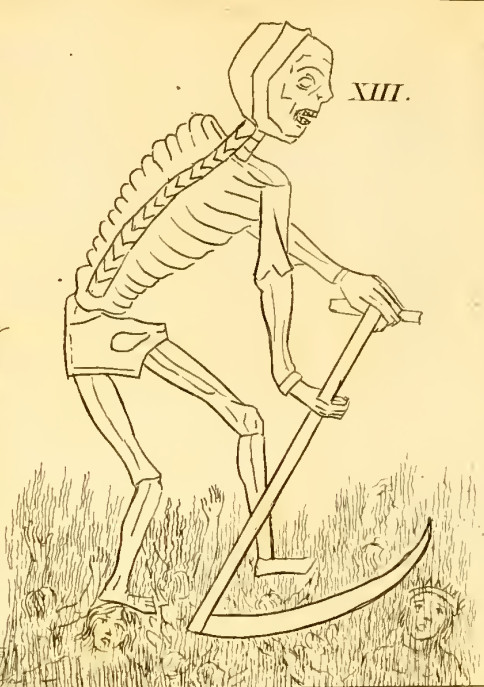
Disseny del trumfo del tarot d'Antoine Court de Gébelin per al seu assaig Du Jeu des Tarots, 1781.
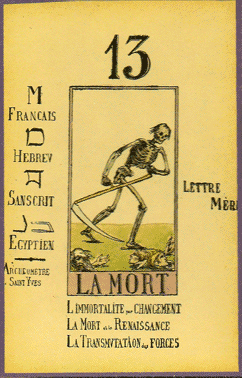
Disseny de l'arcà per al llibre de Papus Le Tarot Divinatoire. Le Livre des Mystères et les Mystères du Livre. Clef du tirage des cartes et des sorts. Avec la reconstitution complète des 78 lames du Tarot Égyptien et de la méthode d'interprétation. Les 22 arcanes majeurs et les 56 arcanes mineurs (1909).